# Codd's 12 rules
Codd's twelve rules, česky 12 pravidel podle Codda, je soubor třinácti pravidel (číslovaných od 0 do 12), která pro databázové systémy navrhl Edgar Frank Codd, průkopník relačního modelu pro relační databáze.

## Pravidla
- 0. Pravidlo založení: Každý systém, který je označován za systém správy relačních databází, musí být schopen spravovat databáze zcela prostřednictvím svých relačních schopností.
- 1. Informační pravidlo: Všechny informace v relační databázi jsou vyjádřeny explicitně na logické úrovni jediným způsobem - hodnotami v tabulkách.
- 2. Pravidlo jistoty: Všechna data v relační databázi jsou zaručeně přístupná kombinací jména tabulky s hodnotami primárního klíče a jménem sloupce.
- 3. Systematické zpracování nulových hodnot: Nulové hodnoty jsou plně podporovány relačním SŘBD pro reprezentaci informace, která není definována a to nezávisle na datovém typu.
- 4. Dynamický on-line katalog založený na relačním modelu: Popis databáze je vyjádřen na logické úrovni stejným způsobem jako zákaznická data, takže autorizovaný uživatel může aplikovat stejný relační jazyk ke svému dotazu jako uživatel při práci s daty.
- 5. Obsáhlý datový podjazyk: Relační systém může podporovat několik jazyků a různých módů použitých při provozu terminálu. Nicméně musí být nejméně jeden příkazový jazyk s dobře definovanou syntaxí, který obsáhle podporuje definici dat, definici pohledů, manipulaci s daty jak interaktivně, tak programem, integritní omezení, autorizovaný přístup k databázi, transakční příkazy apod.
- 6. Pravidlo vytvoření pohledů: Všechny pohledy, které jsou teoreticky možné, jsou také systémem vytvořitelné.
- 7. Schopnost vkládání, vytvoření a mazání: Schopnost zachování relačních pravidel u základních i odvozených relací je zachována nejen při pohledu na data, ale i při operacích průniku, přidání a mazání dat.
- 8. Fyzická datová nezávislost: Aplikační programy jsou nezávislé na fyzické datové struktuře.
- 9. Logická datová nezávislost: Aplikační programy jsou nezávislé na změnách v logické struktuře databázového souboru.
- 10. Integritní nezávislost: Integritní omezení se musí dát definovat prostředky relační databáze nebo jejím jazykem a musí být schopna uložení v katalogu a nikoliv v aplikačním programu.
- 11. Nezávislost distribuce: Relační SŘBD musí být schopny implementace na jiných počítačových architekturách.
- 12. Pravidlo přístupu do databáze: Jestliže má relační systém jazyk nízké úrovně, pak tato úroveň nemůže být použita k vytváření integritních omezení a je nutno vyjádřit se v relačním jazyce vyšší úrovně.